# Giardini in autunno
Giardini in autunno è un film del 2006 scritto e diretto da Otar Ioseliani.

## Riconoscimenti
- Mar del Plata Film Festival 2007 - Premio speciale della giuria